# Plan B (2021)
Plan B (bra: Plano B) é um filme de comédia americano de 2021 dirigido por Natalie Morales, com roteiro de Prathi Srinivasan e Joshua Levy. O filme é estrelado por Victoria Moroles e Kuhoo Verma.
Foi lançado a 28 de maio de 2021 na plataforma de streaming Hulu.

## Enredo
Sunny e Lupe têm 24 horas para conseguir uma pílula do dia seguinte depois da lamentável primeira relação sexual de Sunny.

## Elenco
- Victoria Moroles como Lupe
- Kuhoo Verma como Sunny
- Michael Provost como Hunter
- Mason Cook como Kyle
- Jolly Abraham como Rosie
- Jacob Vargas como Pastor Pedro
- Myha'la Herrold como Logan
- Timothy Granaderos como Xander
- Rachel Dratch como a Sra. Flaucher
- Edi Patterson como Doris
- Moses Storm como Andy
- Jay Chandrasekhar como Farmacêutico
- Josh Ruben como Philip
- Joseph Calveric como o irmão de Lupe

## Produção
Em setembro de 2020, foi anunciado que Natalie Morales iria dirigir o filme, com base em um roteiro de Prathi Srinivasan e Joshua Levy, com LD Entertainment e American High na produção e Hulu na distribuição. Em outubro de 2020, Victoria Moroles e Kuhoo Verma juntaram-se ao elenco do filme.
As filmagens começaram a 30 de setembro de 2020 e terminaram a 10 de novembro de 2020 em Syracuse, Nova York.

## Lançamento
O filme teve a sua estreia mundial a 28 de maio de 2021 na plataforma Hulu.

## Receção
A 29 de maio de 2021, um dia após o lançamento, o filme contava com 100% de aprovação no site agregador de críticas Rotten Tomatoes, com base em 26 avaliações, com uma média ponderada de 7,40 pontos em 10. No Metacritic, o filme tem uma classificação de 73 em 100, com base em 12 críticos, indicando "críticas geralmente favoráveis".